# Аруша (национальный парк)
Национальный парк Аруша — национальный парк Танзании, расположенный на севере страны в области Аруша. Основанный в 1960 году парк включал кратер Нгурдото и озёра Момелла и носил название национальный парк Нгурдото-Крейтер. После того как в 1967 году вулкан Меру стал его частью парк поменял своё название на Аруша.

## Физико-географические характеристики

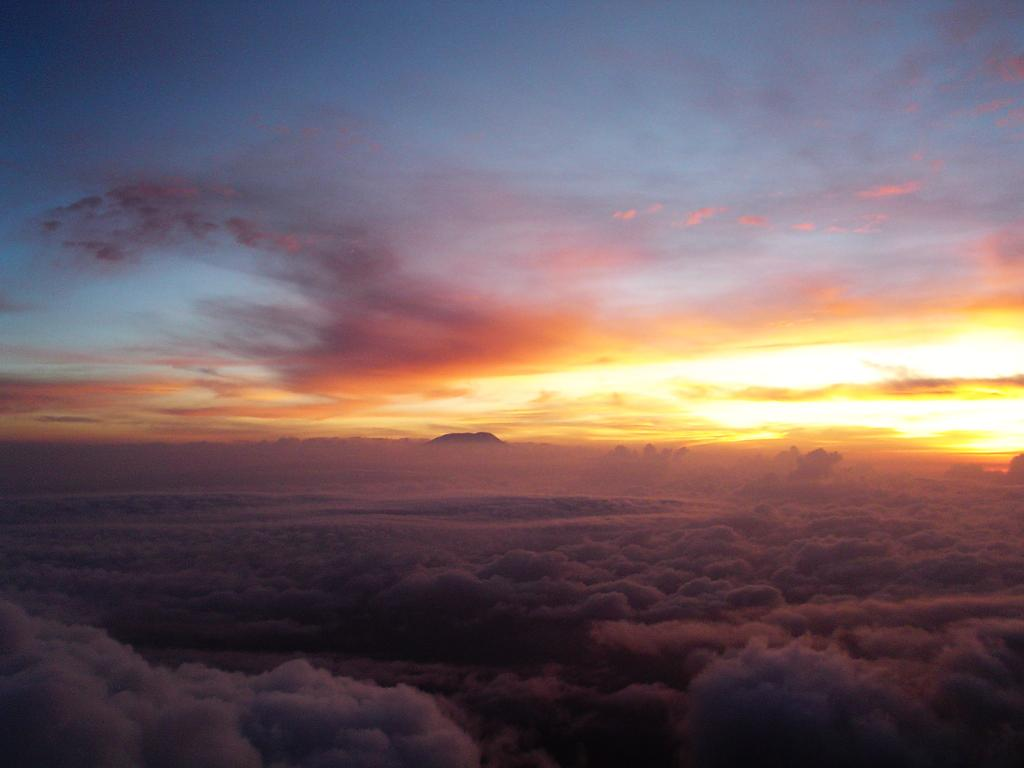
В парке Аруша на рассвете солнце освещает гору Килиманджаро.

Парк находится между горами Килиманджаро и Меру в 25 км восточнее областного центра города Аруша. В непосредственной близости от парка расположены также город Моши и международный аэропорт Килиманджаро.
Парк состоит из трёх основных зон: кратера Нгурдото, озёр Момелла и горы Меру. Кратер Нгурдото, известный также как мини-Нгоронгоро, является самым охраняемым местом в парке и закрыт для туристов, которые могут только наблюдать за животным миром с нескольких смотровых площадок на его краю. Озёра Момелла представляют собой группу неглубоких щелочных озёр, питаемых подземными источниками. Гора Меру является пятой по величине вершиной Африки и второй Танзании с высотой 4565 метров.
В 2005 году парк был расширен за счёт лесного заповедника Маунт-Меру.
|                 |                     |           |
| Кратер Нгурдото | Малое озеро Момелло | Гора Меру |

## Флора и фауна
За основными воротами парка находится горный лес. Это единственное место в северной Танзании, где легко можно увидеть чёрно-белых колобусов. В глубине леса расположен кратер Нгурдото, на болотистом дне которого водятся стада буйволов и бородавочников. К северу от кратера находятся озёра Момелла, которые привлекают многочисленных водоплавающих птиц, в особенности фламинго. На берегах озёр водятся водяные козлы, жирафы, зебры и дикдики (Полорогие). В парке также водятся леопарды и гиены.
|             |                            |                                        |
| Канюк-аугур | сиреневогрудая сизоворонка | Серебрянокрылый калао (птицы-носороги) |